# Kurt Baumgartner (Boxer)
Kurt Baumgartner (* 29. März 1943 in Pfaffenschlag, Niederösterreich) ist ein ehemaliger österreichischer Amateurboxer und Olympiateilnehmer von 1968.

## Werdegang
Baumgartner wurde in der Ortschaft Kleingöpfritz der Gemeinde Pfaffenschlag im niederösterreichischen Bezirk Waidhofen an der Thaya geboren und zog im Alter von 17 Jahren nach Wien, wo er bei der Polizeisportvereinigung das Boxen ausübte. Nebenbei arbeitete er als gelernter Metzger. Unterstützt wurde er von seinem Bruder Franz Baumgartner, der ebenfalls den Boxsport ausübte und 1958 Österreichischer Meister im Weltergewicht geworden war. Bei einem Länderkampf in Passau wurde Kurt Baumgartner von einem Talentsucher Anfang der 1960er Jahre nach Deutschland geholt, wo er anfangs für Schramberg, ab 1963 für den ASV 97 Tuttlingen boxte. In Tuttlingen lernte er auch seine spätere Ehefrau kennen und wurde zweifacher Vater.
1965, 1966 und 1968 wurde er Österreichischer Meister im Halbschwergewicht. 1967 hatten zwar keine nationalen Meisterschaften stattgefunden, dafür nahm Baumgartner jedoch im Halbschwergewicht bei den Europameisterschaften in Rom teil. Er schied dabei erst im Viertelfinale gegen den italienischen Olympiasieger von 1964 Cosimo Pinto nach Punkten aus und qualifizierte sich somit für eine Teilnahme bei den 19. Olympischen Sommerspielen 1968 in Mexiko-Stadt. Obwohl Baumgartner für Österreich an den Start ging, wurde er vom Oberbürgermeister seiner Wahlheimat Tuttlingen Walter Balz, zusammen mit dem Ringer Roland Bock, für seine Olympiateilnahme mit einem Golddukaten ausgezeichnet.
Nach einem Freilos in der ersten Vorrunde, traf er in der zweiten Vorrunde auf Soungalo Bagayoko aus Mali, den Silbermedaillengewinner der Afrikanischen Meisterschaften von 1966. Baumgartner konnte den Kampf nach Punkten für sich entscheiden und zog somit ins Achtelfinale ein, wo er auf den Italienischen Meister und späteren Golden Gloves Champion Walter Facchinetti traf. Baumgartner schien dabei dem Abbruchsieg nahe, da Facchinetti bereits in der ersten Runde eine schwere Cutverletzung erlitten hatte. Doch in der zweiten Runde wurde Baumgartner vom australischen Ringrichter disqualifiziert, da er den Italiener mit einem regelwidrigen Tiefschlag getroffen hatte und dieser anschließend scheinbar nicht mehr weiterkämpfen konnte. Er schied somit auf dem neunten Platz aus den Spielen aus, kam aber im Olympiadorf noch zu einem Sparringskampf gegen George Foreman.
1971 erhielt Baumgartner schließlich die deutsche Staatsbürgerschaft und boxte noch bis ins Jahr 1978, zuletzt für den Boxclub Singen. Anschließend arbeitete er als Pförtner bei den Aesculap-Werken. Der 1,75 m große Halbschwergewichtler bestritt im Laufe seiner Karriere 305 Kämpfe, darunter 257 Siege und 11 Unentschieden.